# Groeve Oostermeent
Groeve Oostermeent is een natuurgebied van het Goois Natuurreservaat tussen de wijk Oostermeent van Huizen en Blaricum.
De groeve ligt op oostelijke aftakking van de Gooise stuwwal naar de Eemvallei. De Warandebergen vormen met 22,3 m het hoogste punt van deze aftakking.

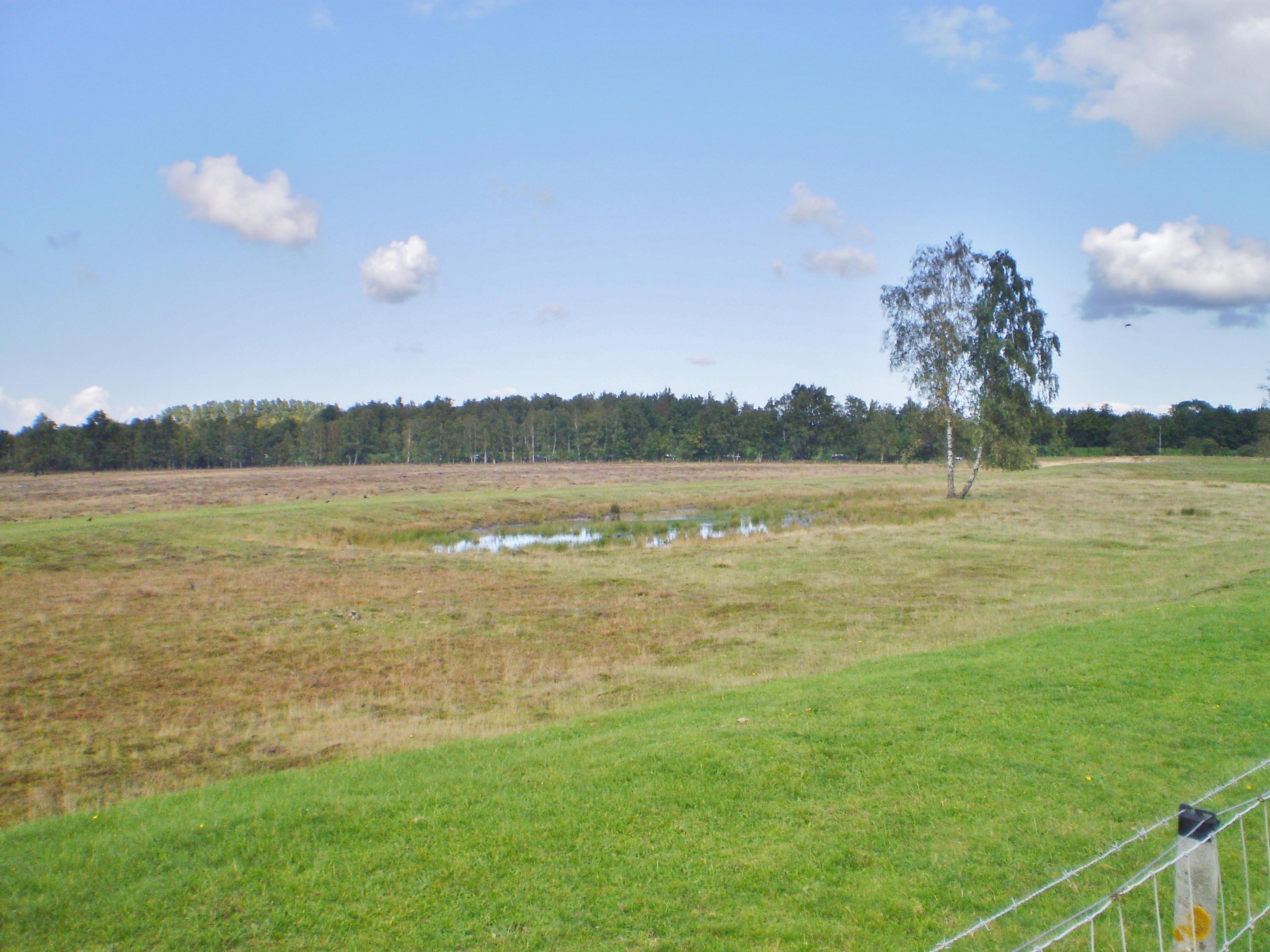
2015

De groeve dankt zijn naam aan de zandwinning die hier tot 1975 plaatsvond. Er werd onder meer zand gewonnen voor de naastgelegen kalkzandsteenfabriek. Het afgraven gebeurde tot op het toenmalige grondwaterniveau. Na het stoppen van de zandwinning in 1975 werd het afgegraven deel afgedekt met de oorspronkelijke humeuze toplaag. In dit afgegraven deel treedt kwel van het grondwater op, waardoor in de winter op diverse plaatsen poelen worden gevormd. Het beleid is erop gericht om het waterpeil te verhogen en de waterstand sterker te laten wisselen. Zo werd een drietal grote poelen gegraven, waarin kwel- en regenwater wordt opgevangen zodat de groeve na regenval langer nat blijft. Enkele sloten werden gedempt zodat uit de bodem kwellend grondwater minder snel uit het gebied kan wegstromen. Vochtminnende heidevegetatie als klokjesgentiaan, kleine zonnedauw, grote wolfsklauw en veenpluis kreeg zo de kans om zich te handhaven. Op enkele andere plaatsen zijn de sloten juist uitgediept.
Drentse heideschapen, Schotse hooglanders en vrijwilligers voorkomen dat het gebied dichtgroeit met berken en kruipwilgen.

## Grondwal
Op de grens met het niet afgegraven deel van 't Harde ontstond een steile grondwal van ongeveer 400 meter lengte. Op sommige plaatsen is een hoogteverschil van 3 meter te zien. De zandhellingen die vanaf de Warandebergen naar de groeve lopen zijn plaatselijk behoorlijk steil. In deze grondwal zijn de diverse grondlagen uit het podzolprofiel goed te onderscheiden. De grondwal wordt als broedplaats gebruikt door een kleine kolonie oeverzwaluwen.